# بردار حرکت

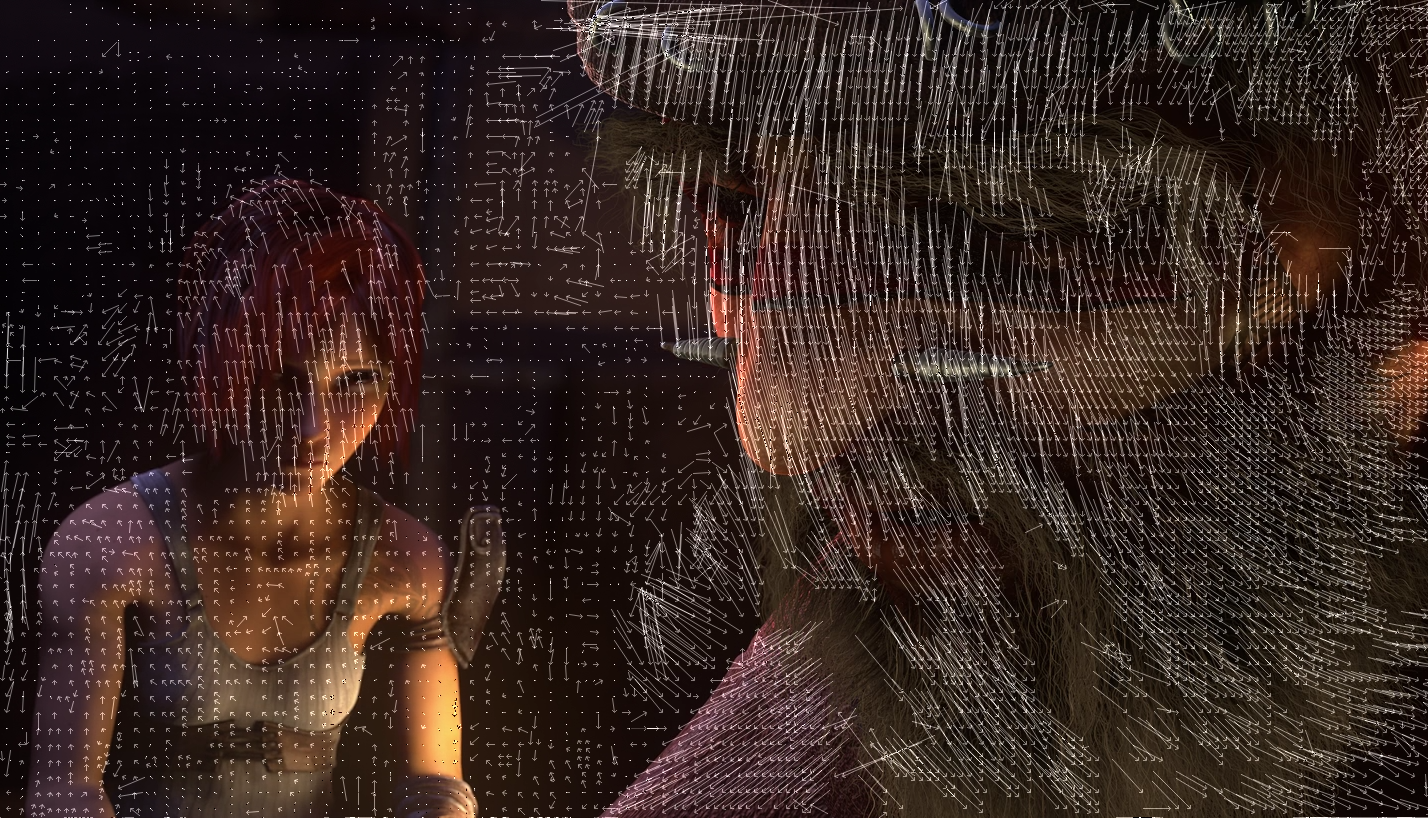
بردارهای حرکتی بصری. حرکت سر به سمت پایین کاراکتر جلویی قابل مشاهده است، همان‌طور که کاراکتر عقبی سرش را آرام به سمت بالا می‌آورد.

در فشرده‌سازی ویدئو، بردار حرکت عنصر کلیدی در فرایند برآورد حرکت است. از آن برای نمایش یک ماکروبلاک در یک تصویر براساس موقعیت این ماکروبلاک (یا یک تصویر مشابه) در یک تصویر دیگر به نام تصویر مرجع استفاده می‌شود.
```
H.264/MPEG-4 AVC  بردار حرکت را به این صورت تعریف می‌کند:
```

بردار حرکت: یک بردار دو بعدی که برای پیش‌بینی استفاده می‌شود که در یک تصویر مرجع، یک آفست را از مختصات در تصویر رمزگشایی شده برای مختصات فراهم می‌کند.